# Jens Deimel
Jens Deimel (né le 14 septembre 1972 à Winterberg) est un sauteur à ski et spécialiste allemand du combiné nordique.

## Carrière
Aux Championnats du monde 1993, sa première sélection aux Mondiaux, il est médaillé de bronze dans l'épreuve par équipes. En individuel, il monte sur son premier et unique podium en carrière en janvier 1993 à Saalfelden. Il prend sa retraite sportive en 2002.

## Palmarès

### Jeux olympiques
| Épreuve / Édition | Épreuve / Édition | Albertville 1992 | Nagano 1998 |
| Combiné nordique  | Individuel        |                  | 13e         |
| Combiné nordique  | Par équipes       | 5e               | 6e          |
| Saut à ski        | Petit tremplin    | 34e              |             |

### Championnats du monde
| Épreuve / Édition | Épreuve / Édition | Épreuve / Édition | Falun 1993 | Thunder Bay 1995 | Trondheim 1997 | Ramsau 1999 | Lahti 2001 |
| Combiné nordique  | Individuel        | Gundersen         |            |                  |                | 15e         |            |
| Combiné nordique  | Individuel        | Sprint            |            |                  |                | 24e         | 15e        |
| Combiné nordique  | Par équipes       | Par équipes       | Bronze     | 6e               | 6e             | 6e          | 4e         |

### Coupe du monde de combiné nordique
- Meilleur classement général : 9e en 1996.
- 1 podium individuel : 1 troisième place.

### Coupe du monde de saut à ski
- Meilleur classement général : 50e en 1993.
- Meilleur résultat individuel : 11e.

### Championnats du monde junior de combiné nordique
- Médaille d'argent par équipes en 1992
- Médaille de bronze en individuel en 1992